# British Comedy Awards 2011

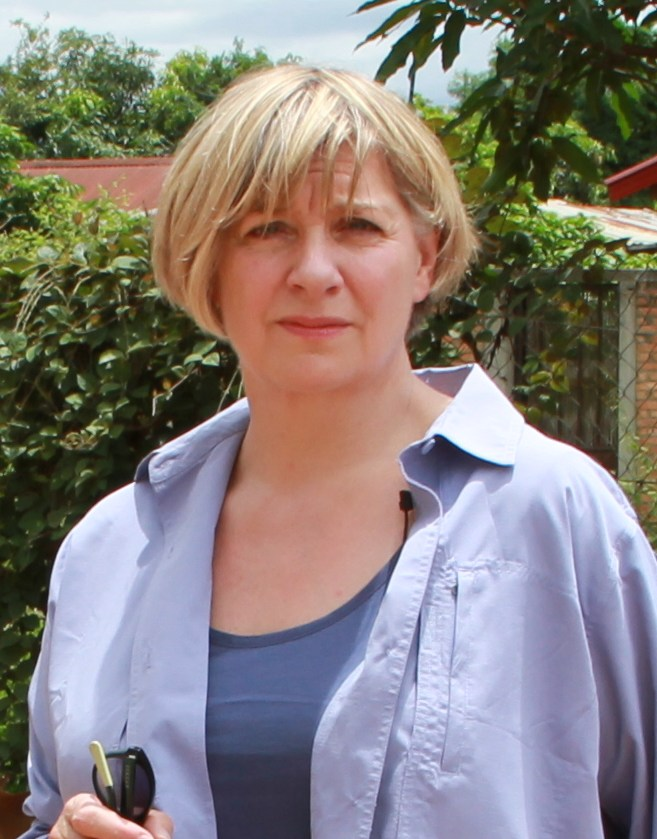
Victoria Wood, najlepsza telewizyjna komiczka

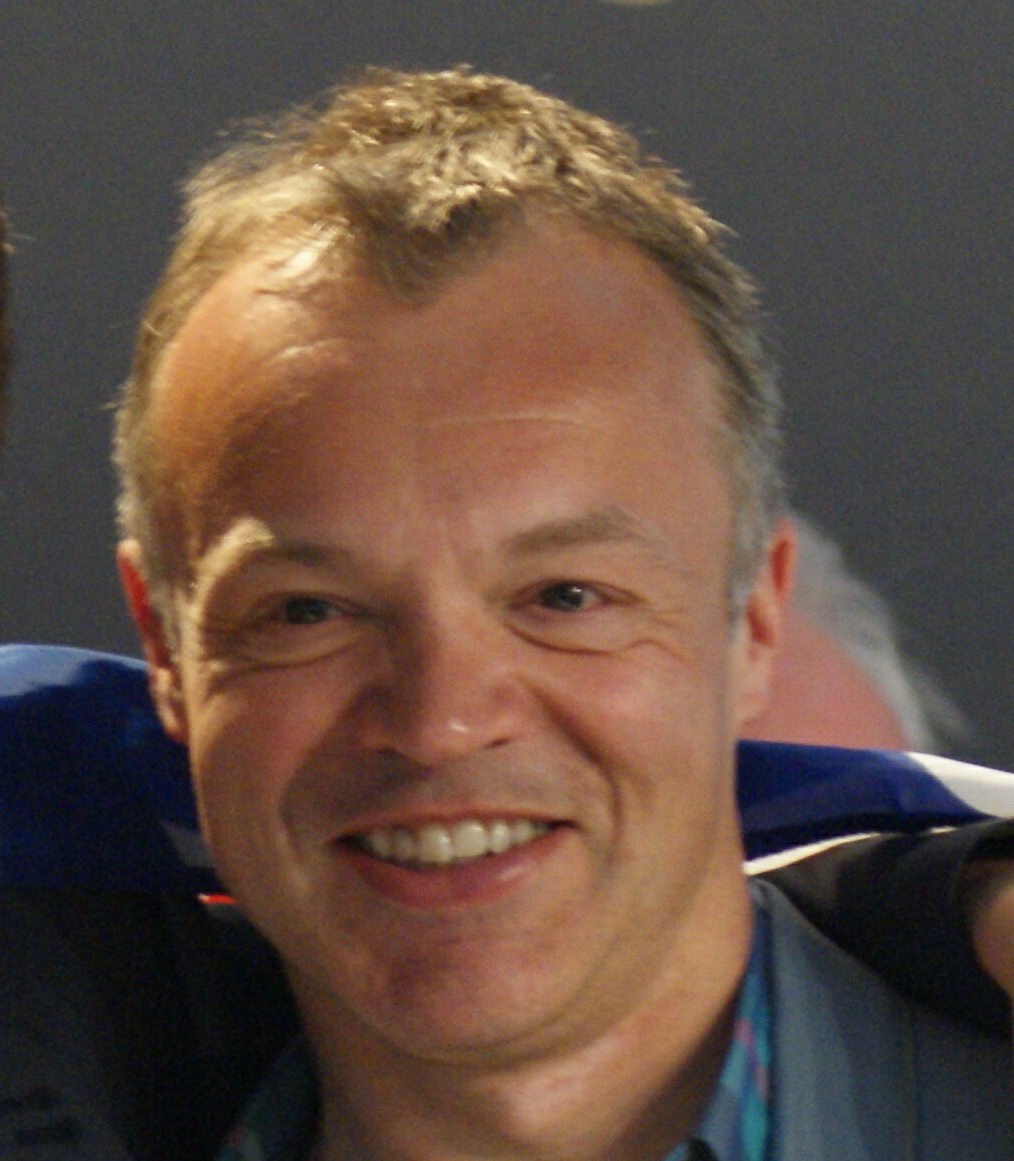
Graham Norton, najlepsza osobowość w komedii i rozrywce

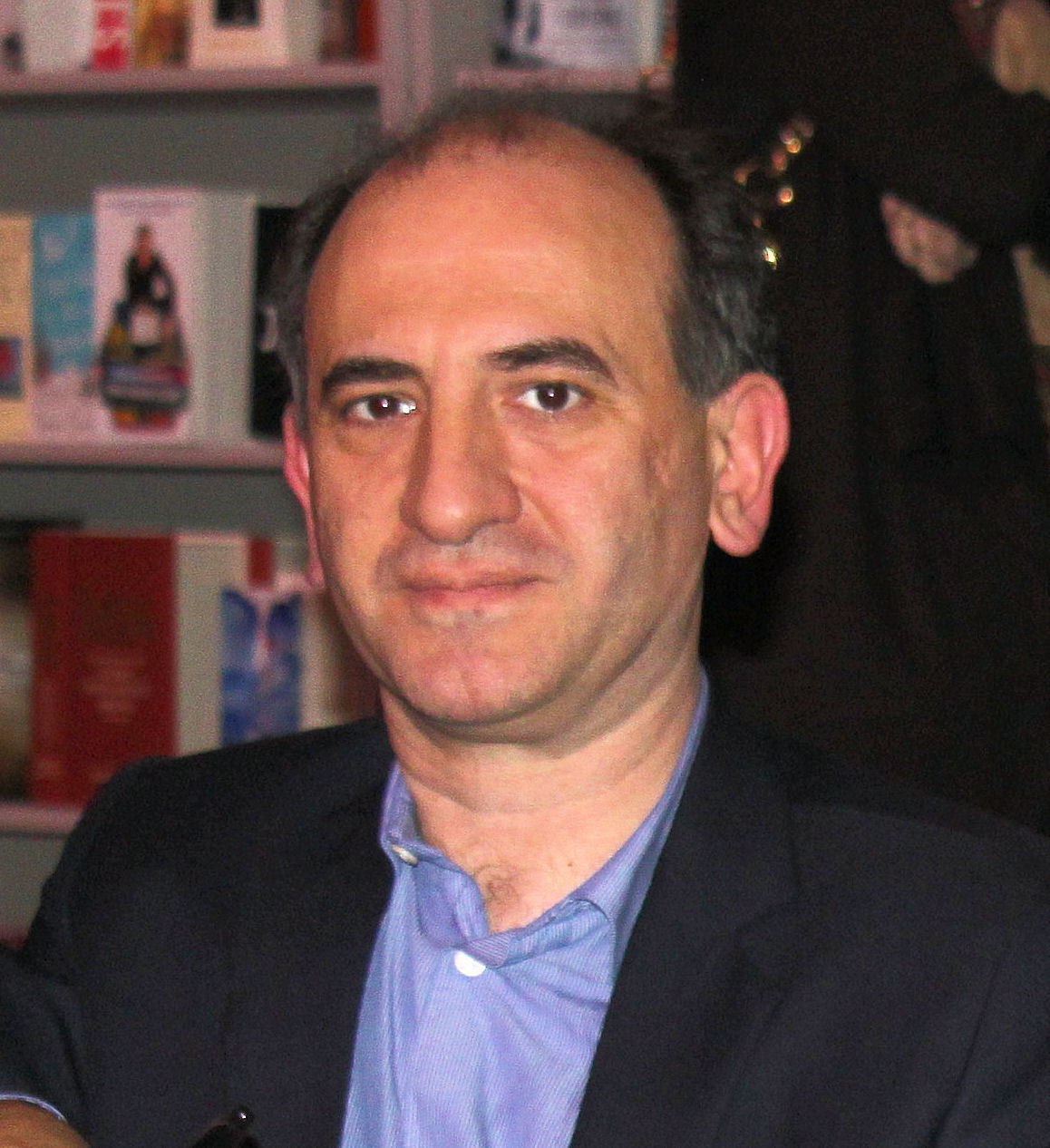
Armando Iannucci, najlepszy scenarzysta komediowy

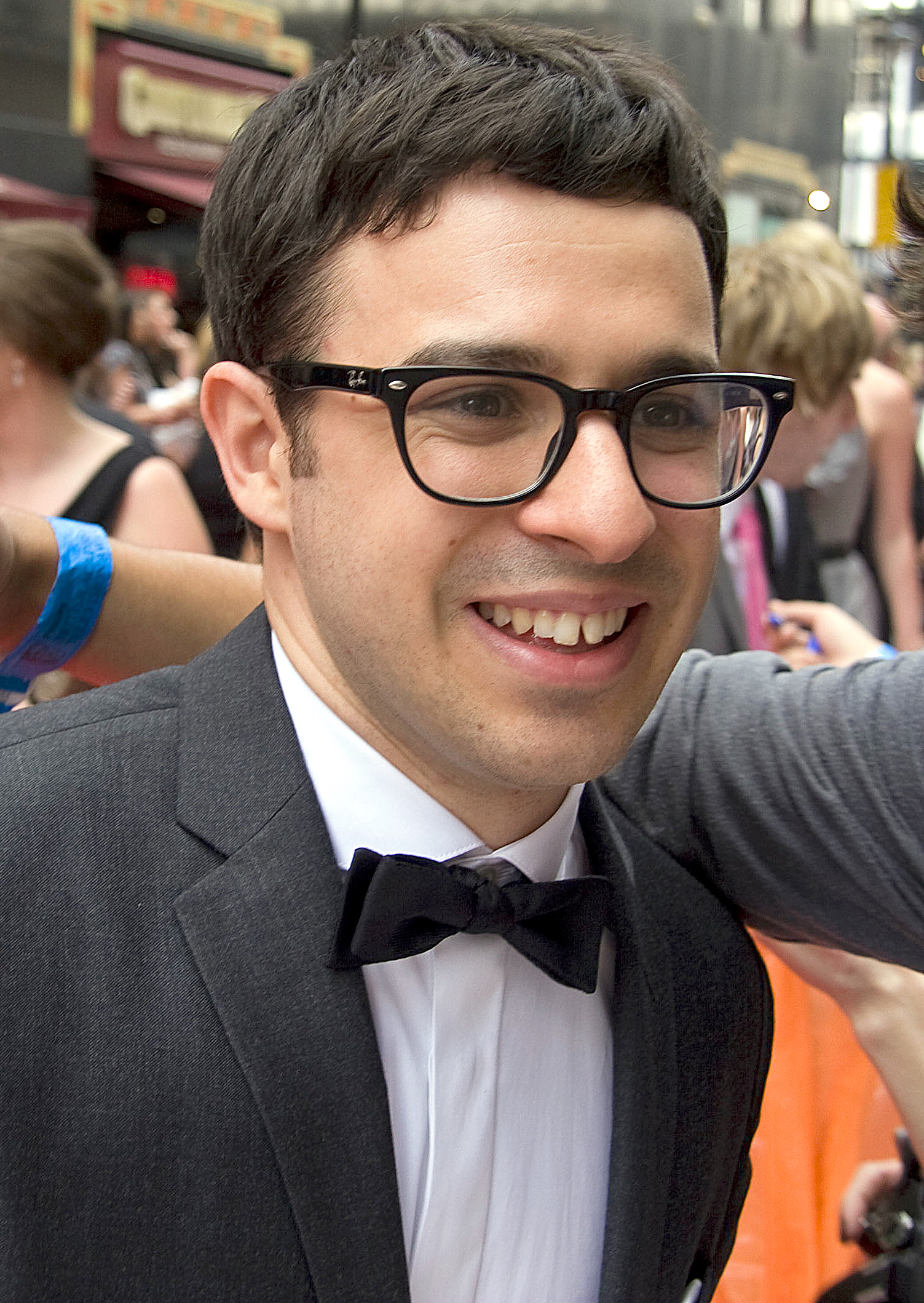
Simon Bird, gwiazda serialu The Inbetweeners, nagrodzonego zbiorową nagrodą specjalną

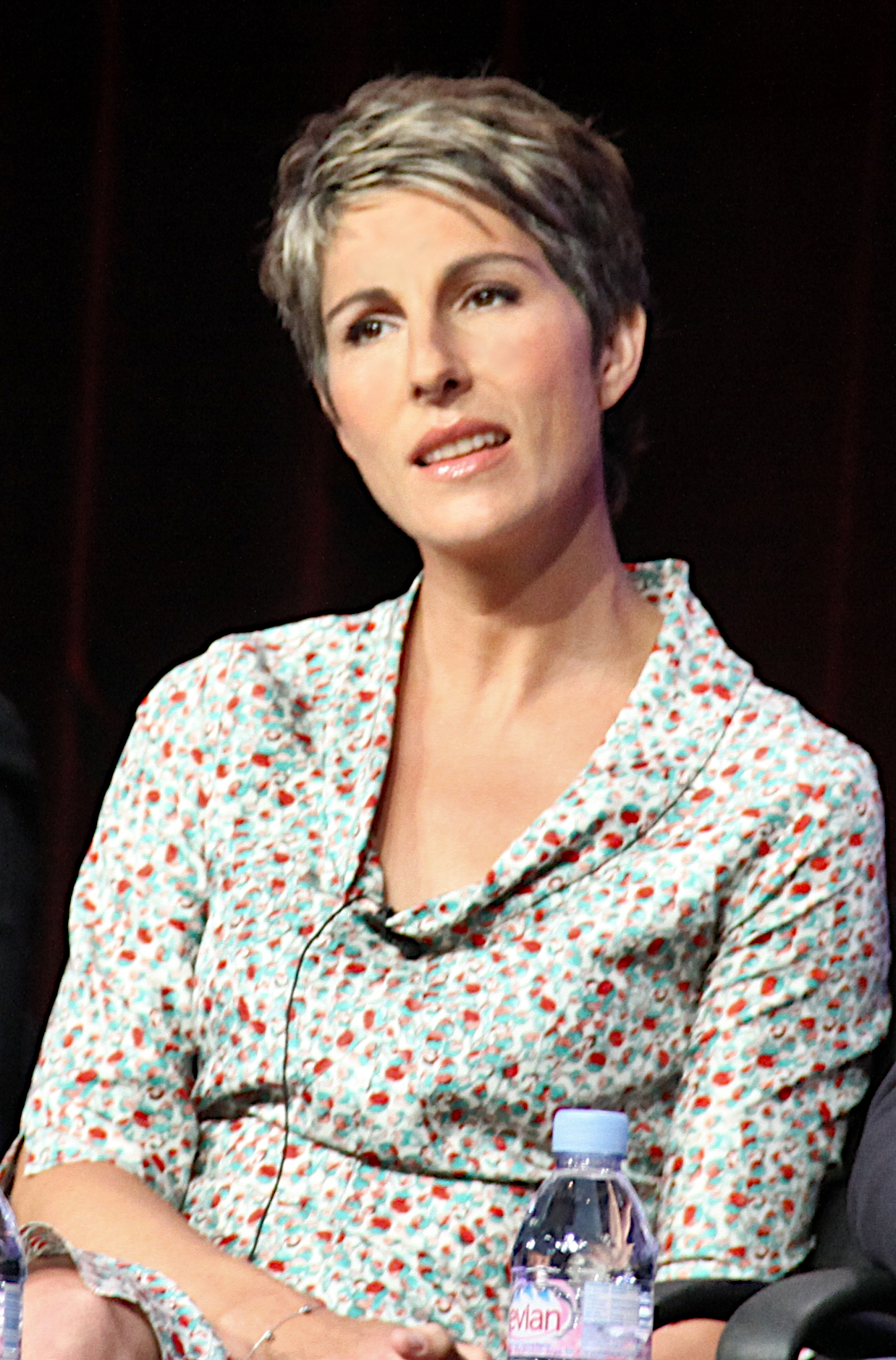
Tamsin Greig, nominowana do nagrody dla najlepszej aktorki

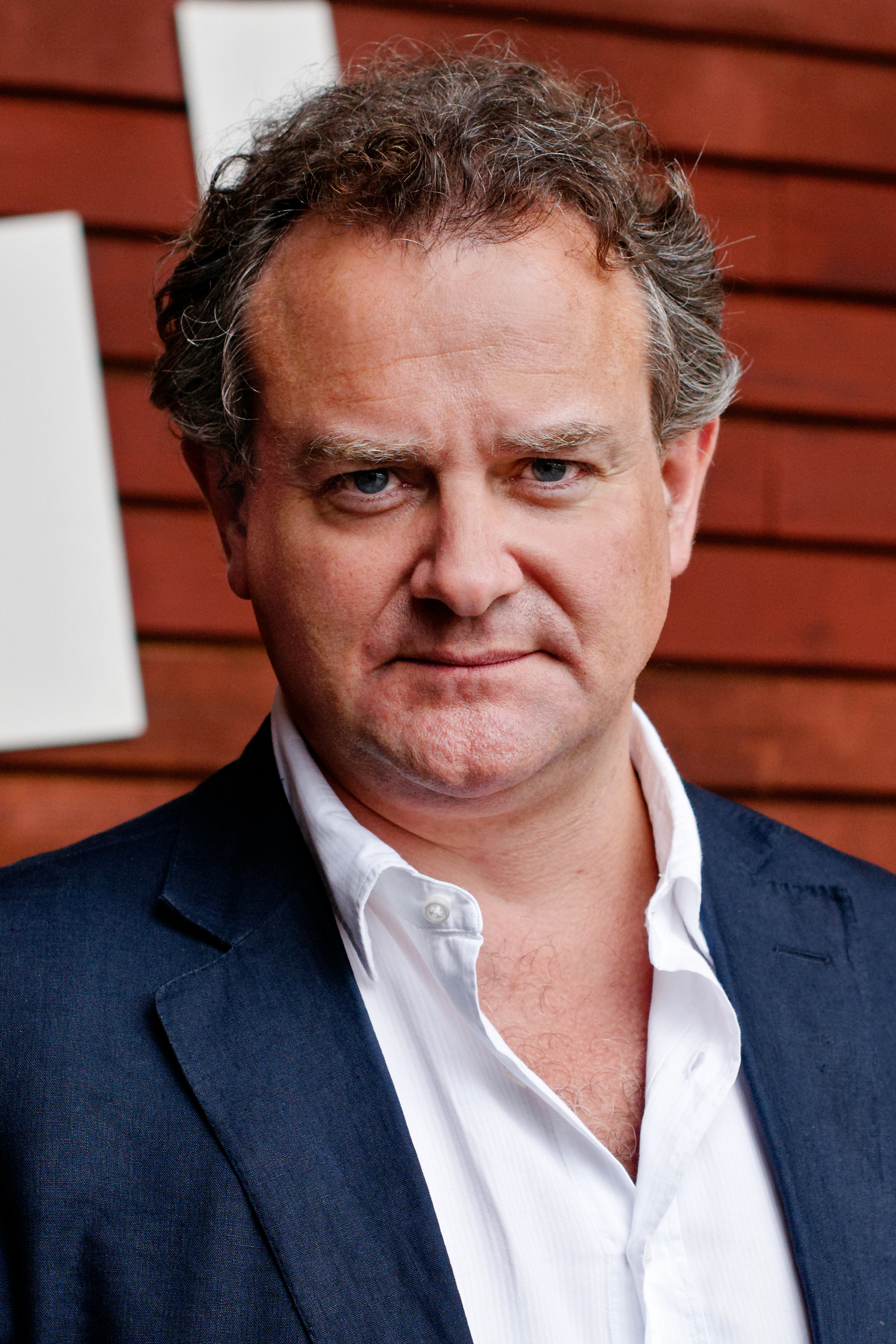
Hugh Bonneville, nominowany do nagrody dla najlepszego aktora

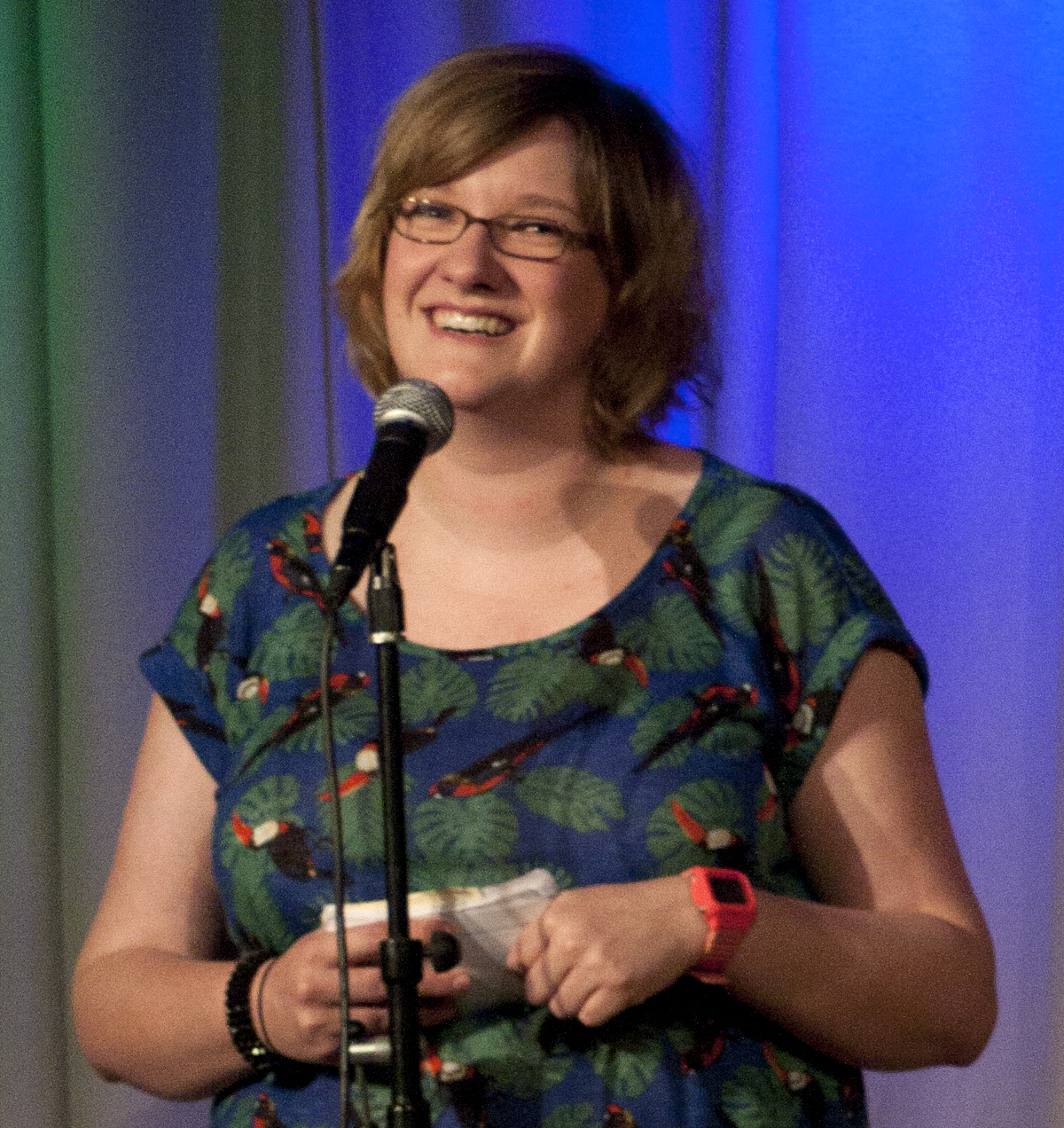
Sarah Milican, nagrodzona przyznawanym przez publiczność tytułem Królowej Komedii

British Comedy Awards 2011 – dwudziesta druga edycja nagród British Comedy Awards i zarazem druga po ich gruntownej reformie przeprowadzonej w 2010 roku. W porównaniu z poprzednią edycją wprowadzono jedną istotną zmianę regulaminową, polegającą na zwiększeniu liczby nominacji przyznawanych w większości kategorii z trzech do czterech. Lekko zmieniono też listę kategorii. Prowadzącym galę finałową był tradycyjnie Jonathan Ross, a transmisję telewizyjną emitował Channel 4, który po raz pierwszy przyznał też własną nagrodę. 

## Laureaci i nominowani

### Najlepszy komediowy teleturniej panelowy
- Nagroda: Shooting Stars
- Pozostali nominowani:
  - Celebrity Juice
  - Have I Got News For You
  - Would I Lie To You

### Najlepszy program komediowo-rozrywkowy
- Nagroda: Stewart Lee's Comedy Vehicle
- Pozostali nominowani:
  - Alan Carr: Chatty Man
  - An Idiot Abroad
  - Harry Hill’s TV Burp

### Najlepsza osobowość w komedii i rozrywce
- Nagroda: Graham Norton
- Pozostali nominowani:
  - Alan Carr
  - Charlie Brooker
  - Harry Hill

### Najlepszy telewizyjny komik
- Nagroda: Stewart Lee
- Pozostali nominowani: 
  - Charlie Brooker
  - Harry Hill
  - Rob Brydon

### Najlepsza telewizyjna komiczka
- Nagroda: Victoria Wood
- Pozostałe nominowane:
  - Jo Brand
  - Miranda Hart
  - Sarah Millican

### Najlepsza nowa brytyjska komedia telewizyjna
- Nagroda: Fresh Meat
- Pozostali nominowani:
  - Friday Night Dinner
  - Spy
  - Twenty Twelve

### Najlepszy debiut komediowy
- Nagroda: Dan Skinner
- Pozostali nominowani:
  - Greg Davies
  - Micky Flanagan
  - Tom Rosenthal

### Najlepszy sketch show
- Nagroda: Horrible Histories
- Pozostali nominowani:
  - Zapraszamy na pokład
  - The One Ronnie
  - This Is Jinsy

### Najlepszysitcom
- Nagroda: Twenty Twelve
- Pozostali nominowani:
  - Friday Night Dinner
  - Peep Show
  - Miranda

### Najlepszy komediodramat
- Nagroda: Psychoville
- Pozostali nominowani:
  - Comic Strip Presents: The Hunt for Tony Blair
  - Fresh Meat
  - Wyklęci

### Najlepszy telewizyjny aktor komediowy
- Nagroda: Darren Boyd
- Pozostali nominowani:
  - Hugh Bonneville
  - Hugh Dennis
  - Jack Whitehall

### Najlepsza telewizyjna aktorka komediowa
- Nagroda: Miranda Hart
- Pozostałe nominowane:
  - Claire Skinner
  - Dawn French
  - Tamsin Greig

### Nagroda Brytyjskiej Gildii Scenarzystów
Nagrodę otrzymał Armando Iannucci. 

### Nagroda Channel 4 za szczególny wkład w dziedzinie komedii
Nagrodę otrzymał Lee Evans. 

### Nagroda specjalna Brytyjskiej Akademii Komedii za wybitne osiągnięcia
Nagrodę otrzymała zbiorowo cała ekipa serialu The Inbetweeners. 

### Nagroda Brytyjskiej Akademii Komedii za całokształt twórczości
Nagrodę otrzymali zbiorowo wszyscy twórcy komediowego teleturnieju Have I Got News For You. 

### Królowa Komedii (Nagroda Publiczności)
Nagrodę otrzymała Sarah Milican. 